# Base aérienne 119 Pau
 (décembre 2018).
Si vous disposez d'ouvrages ou d'articles de référence ou si vous connaissez des sites web de qualité traitant du thème abordé ici, merci de compléter l'article en donnant les références utiles à sa vérifiabilité et en les liant à la section « Notes et références ».
La base aérienne 119 de Pau est une des bases aériennes de l'Armée de l'air française située à Pau dans le département des Pyrénées-Atlantiques en Nouvelle-Aquitaine. Le terrain de Pau-Pont-Long voit la création de la première école de pilotage au monde, en 1909. D'autres suivent. L'école de pilotage militaire apparaît en 1911. La base aérienne s'organise en 1932, avant même que l'Armée de l'air ne soit officiellement formée. Elle ferme en juillet 1972.

## Historique

### La création du camp d'aviation militaire de Pau
Pau est déjà, dès le XIXe siècle, un lieu relativement prisé des aéronautes: les conditions climatiques de la région sont propices aux envolées des plus légers que l'air, et de grands aéronautes, dont certains de notoriété internationale, viendront goûter le bon air béarnais.
Lorsque les frères Wright viennent s'installer en France et commencent, grâce à leurs prouesses, à générer l'intérêt des journaux et du public, quelques personnalités paloises entrevoient les débouchés qu'une telle activité pourrait avoir pour leur ville. Ils créent donc un Comité d'aviation qui a pour charge de négocier l'installation des aviateurs américains en région paloise. C'est ainsi que, séduits par l'argumentaire et les conditions matérielles que le Comité leur soumet, Wilbur et Orville Wright s'installent en terre béarnaise. Le temps que les travaux d'installation se fassent, et que l'appareil soit transporté sur place et remis en condition de vol, leur activité ne pourra réellement débuter que début février 1909. L'emprise sur laquelle ils exercent leur activité sera nommée « aérodrome no 1 ».
En 1909, l'école des frères Wright en France, à Pau, est la première école de pilotage du monde.
Fort de ce premier succès, le Comité lance au niveau national une campagne de promotion visant à attirer sur place les grandes figures du monde aéronautique d'époque. C'est ainsi qu'ils ouvrent des négociations avec Louis Blériot. Ce dernier cèdera lui aussi aux conditions avantageuses que lui propose la municipalité paloise. Il s'installe sur ce que l'on nommera l'aérodrome no 2.
Dans le même temps, l'Armée a compris l'intérêt de l'aviation. L'aéronautique militaire, considérée comme la 4e arme, est créée dès 1909. Elle cherche tout de suite à développer son activité en procédant à l'achat d'appareils, et en délégant la formation de ses pilotes aux écoles formées par les constructeurs civils.
À Pau, les premiers militaires reçus en formation sont :
- chez Wright, le Cne Lucas-Girardville (dès 1909), puis les Cne Largier et Etévé (1910),
- chez Blériot, les Ltt Acquaviva et Bellengé, et le Cne Marie (tous trois en 1910).

Assez rapidement, grâce notamment à la campagne de presse menée par le Comité d'aviation, la renommée de Pau s'étend à tout le pays. Un troisième aérodrome dit de la « Compagnie aérienne » est ouvert, sur lequel s'installent Morane-Saulnier, Deperdussin et Voisin. De son côté, fort de son succès lors de la traversée de la Manche, Blériot développe son affaire et autorise d'autres écoles à s'installer sur l'emprise qu'il gère : Antoinette, Grahame-White et Balsan (cette dernière ne verra pas le jour à cause d'un malentendu d'ordre commercial). Nieuport viendra lui aussi s'implanter sur l'emprise réservée aux dirigeables Astra.
Logiquement, la foule des élèves-pilotes s’agrandit de mois en mois, avec sa part de militaires que les écoles accueillent dans des structures spécialement créées à cet effet. Jusqu'à cette époque, le seul « diplôme » validant leur formation est le brevet de pilote d'aéronefs délivré par l'Aéro-Club de France (ACF). Mais les conditions d'obtention semblent trop faciles à remplir aux yeux de l'autorité militaire qui souhaiterait relever le niveau de formation et de qualification de ses pilotes. Début 1911, elle instaure donc un brevet spécifiquement militaire, alors même que ses personnels continuent à se former au sein des écoles civiles. C'est pourquoi elle décide de créer ses propres structures de formation, dont une école de pilotage qui sera implantée à Pau. Son commandement est confié au Ltt Princeteau, l'un des tout premiers à avoir obtenu le fameux brevet militaire, parfois appelé "brevet supérieur". Un quatrième terrain d'aviation, dont l'emprise est constituée de terrains loués par la municipalité paloise, est formé pour l'occasion. La structure montée sur place montera en puissance, jusqu'à devenir l'une des plus importantes écoles d'aviation durant la Première Guerre mondiale, puis l'une de toutes premières bases aériennes de la nouvelle Armée de l'air au début des années 1930.

### L'entre-deux guerres
L'école de pilotage formée en 1911 fonctionne jusqu'au début de la guerre sous l'appellation de « centre ». Lorsque celle-ci éclate août 1914, le commandement pense qu'elle sera brève et que les troupes françaises l'emporteront. Les écoles, dont celle de Pau, sont fermées, leur personnel et matériel étant affectés à d'autres postes. Mais, assez rapidement, les faits viennent contredire ces dispositions, et les écoles doivent rouvrir les unes après les autres fin-914 / début-1915. Entre fin-1914 et 1918, Pau deviendra la plus grosse école de spécialisation du pays: plusieurs milliers de stagiaires y recevront leur instruction de pilote de chasse.
Après l'armistice de 1918, et bien que son activité ait très fortement chuté, l'école perdure jusque fin-1919. C'est à cette époque que l’État-major décide de réorganiser totalement ses structures: des régiments d'aviation sont formés, chacun recevant l'une des trois grandes spécialités développées durant le conflit: chasse, bombardement ou observation.
Ainsi, le 7e Régiment d'aviation d'Observation est formé à Pau le 1er janvier 1920. Dans les faits, il n'est formé que d'un petit noyau de personnels pour la plupart déjà affectés sur place et ayant servi au sein de l'école de pilotage tout juste dissoute. Cet effectif sert de portion centrale aux escadrilles rattachées au régiment, lesquelles stationnent en Afrique du Nord et en Orient. D'un point de vue organique, elles ne doivent rejoindre la Métropole qu'en cas de guerre.
Très rapidement, le 1er août 1920, l'organisation générale de l'aéronautique militaire est revue: le 7e Régiment est dissous, ses escadrilles sont rattachées à d'autres régiments et seule la portion centrale reste affectée à Pau. Bien qu'elle n'ait pas reçu de dénomination officielle, elle constitue dès lors un "groupe d'aviation" qui est désigné dans les textes officiels comme étant un détachement du 31e Régiment d'aviation de Tours. Cela dit, ce lien ne semble être qu'administratif, puisque le groupe ne figure pas sur les différents organigrammes de ce régiment connus.
En 1923, le groupe est officiellement structuré et reçoit la dénomination de 36e Groupe d'aviation, formé de deux escadrilles. Assez rapidement, il reçoit le renfort d'une troisième escadrille repliée d'Orient. Il va fonctionner ainsi jusque fin 1932 quand, renforcé d'une quatrième escadrille rapatriée du levant, il est promu 36e Escadre d'observation.

### De 1945 à 1972
Le 16 janvier 1946, l'école des troupes aéroportées est fixée à Pau. La proximité avec les moyens de la base aérienne, notamment les avions de transport, est propice à son activité.
Le Noratlas devient emblématique de cette activité.
Le 3 juillet 1972, la base aérienne est officiellement dissoute. Cependant, l'armée de terre continue d'y maintenir des activités.

## Équipements
La base dispose de :
- l'école des troupes aéroportées ;
- la zone de saut 307 ;
- 5e régiment d'hélicoptères de combat ;
- 4e régiment d'hélicoptères des forces spéciales ;
- hélicoptères (Gazelle, Puma, Cougar et Tigre) ;
- le centre de maintenance des Tigres de l'Armée de terre.